# Heinrich Westphal

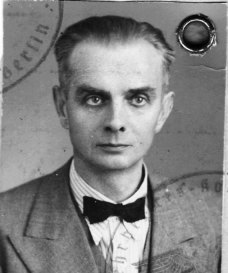
Heinrich Westphal, Passfoto 1938

Heinrich Westphal (* 5. November 1889 in Braunschweig; † 30. Juni 1945 in Slowenien) war ein deutscher Architekt des Neuen Bauens der 1920er Jahre.

## Leben
Sein Architektur-Studium begann Westphal im Sommersemester 1910 an der Technischen Hochschule Darmstadt. In Darmstadt diente er vom 1. Oktober 1910 bis 30. September 1911 auch als Einjährig-Freiwilliger. Zum Wintersemester 1912/13 wechselte er an die Technische Hochschule Dresden, wo er 1914 die Diplom-Hauptprüfung im Fach Hochbau mit Auszeichnung bestand. Bei Kriegsbeginn wurde er im August 1914 als Unteroffizier der Reserve mobilisiert. Als Leutnant der Reserve geriet er am 21. Dezember 1915 in französische Gefangenschaft. Am 6. Februar 1920 wurde er aus der Gefangenschaft, der sich nach Kriegsende eine zwangsweise Internierung in der Schweiz anschloss, entlassen.
Im Mai 1920 zog er nach Insterburg in Ostpreußen. Dort vermittelte ihm der Schwager seiner Frau eine Stelle als Mitarbeiter im städtischen Bauamt. Daneben arbeitete er als selbständiger Architekt. Für die Stadt führte er mehrere Bauvorhaben durch, darunter ab 1923 der Bau des Hafens am neu gebauten Stichkanal des Pregel-Flusses. Am Flüsschen Omet südöstlich der Kreisstadt Gerdauen baute er die Kraftwerkanlage Kanoten, die heute nicht mehr besteht.
Er pflegte berufliche und persönliche Kontakte mit Hans Scharoun, der zur gleichen Zeit in Insterburg ein Architekturbüro betrieb. Zusammen waren sie im 1919 begründeten Insterburger Kunstverein aktiv. Im August/September 1921 zeigte das Folkwang Museum in Hagen die Ausstellung „Architekturzeichnungen von Bruno Taut, Magdeburg, Scharoun und Westphal, Insterburg“.

## Gildenhall
1926 verließ Westphal Insterburg und schloss sich als Genosse der Gildenhall Freiland-Siedlung, eingetragene Genossenschaft mit beschränkter Haftung bei Neuruppin an. Dort wurde er 1927 als Nachfolger von Max Eckardt zum neuen Siedlungsarchitekten gewählt. Daneben betrieb er unter dem Namen „Baustube Westphal“ auch ein Architekturbüro. Der zweiten Gildenhaller Genossenschaft, der „Handwerkschaft Gildenhall eGmbH“, trat Westphal ebenfalls bei. In der 1921 von Georg Heyer gegründeten lebensreformerischen Gemeinschaft bemühten sich Handwerker, Künstler und Architekten darum die Prinzipien und Ideale des Deutschen Werkbundes und des Bauhauses in ihrem Leben, Arbeiten und Wohnen zu verwirklichen. Westphal führte die Bauvorhaben weiter, die auf den Siedlungsplänen von Eckardt (1923) und von Otto Bartning (1924/1925) beruhten. Für die Gildenhall-Siedlung hatte zuvor bereits der Architekt Adolf Meyer Reihenhäuser, ein Doppelhaus und ein Ausstellungshaus für die Präsentation und den Verkauf der Erzeugnisse der Handwerker und Künstler von Gildenhall gebaut.
Von 1927 bis 1929 baute Westphal für die Genossenschaft eine Zeile Einfamilien-Reihenhäuser, Gildenhaller Allee 59–85. Dazu entstanden an der gleichen Straße ein Vier-Familien-Haus mit Bäckerei (Hausnummer 43/45) und die Wartehalle für die Freiland-Siedlung an der parallel zur Gildenhaller Allee verlaufenden Eisenbahnlinie Neuruppin-Herzberg.
Die Weltwirtschaftskrise ab 1929 beschädigte die finanzielle Basis der Freiland-Siedlung. Die Genossenschaft konnte ihre Kredite und Hypotheken nicht mehr bedienen. Neuer Eigentümer der Gebäude wurde der Kreis Ruppin. Für die Siedlungsgesellschaft des Kreises Ruppin führte Westphal einige Bauvorhaben der Freiland-Siedlung fort. Es entstand 1930 ein Reihenhausblock, Gildenhaller Allee 39/41, und an derselben Straße eine weitere Reihenhausreihe mit den Hausnummern 47 bis 57.

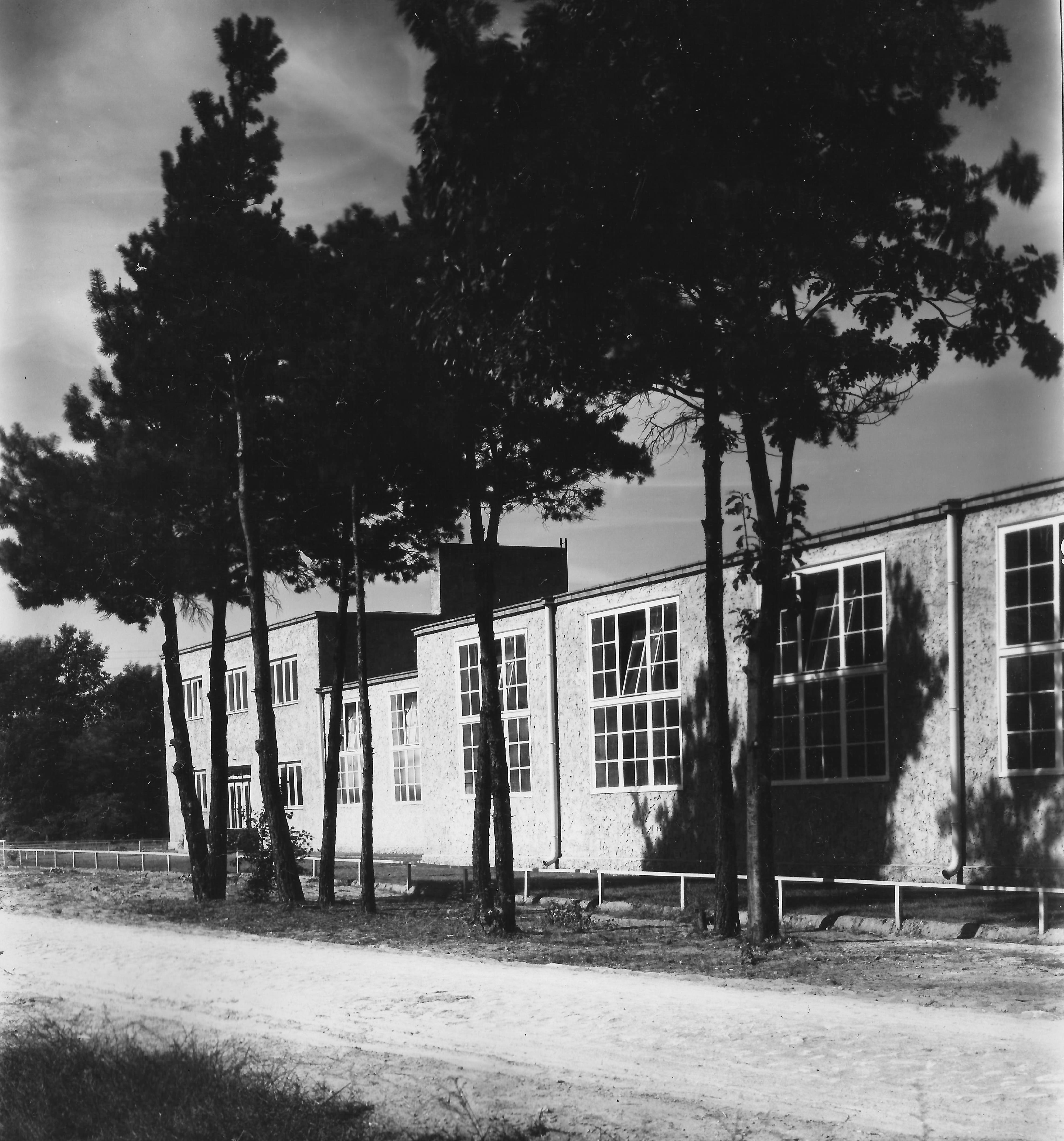
Tischlerei Gildenhall von 1929, Gildenhaller Allee

Schon 1929 errichtete Westphal am nördlichen Ende der Freilandsiedlung an der Gildenhaller Allee in Richtung Alt Ruppin eine Tischlerei für 25 bis 30 Tischler. Der fabrikartige Flachbau diente der Produktion von Möbeln aller Art. Die Anordnung der Räume folgte dem Produktionsweg der Möbel, beginnend im Holzlager und endend im Lager der Fertigwaren. An Stelle dieser Gebäude wurden in der DDR-Zeit zwei Reihenhauszeilen gebaut. Seit 1929 war Westphal Mitglied im Bund Deutscher Architekten (BDA).
Für private Bauherren entwarf Westphal in Neuruppin drei Wohngebäude: 1929 das Haus Irmler und 1930 die Villa Gerhart-Hauptmann-Straße 11 für den promovierten Tierarzt Walter Just, die in die Denkmalliste des Landes Brandenburg aufgenommen worden ist.
1931 folgte das Mehrfamilienwohnhaus Stern, Junckerstraße 7/9. Außerhalb von Neuruppin errichtete Westphal für den Kolonialwarenhändler Edwin Jahn ein Wohn- und Geschäftshaus an der Plantagenstraße in Ketzin an der Havel, das 1995 in die Denkmalliste aufgenommen worden ist. Im damaligen Schwiebus in der Neumark baute Westphal 1927 das Haus Stiller an der Wilkauer Chaussee. Die Villa im Stil der Neuen Sachlichkeit im heutigen Świebodzin, Woiwodschaft Lebus, ist nahezu unverändert geblieben.

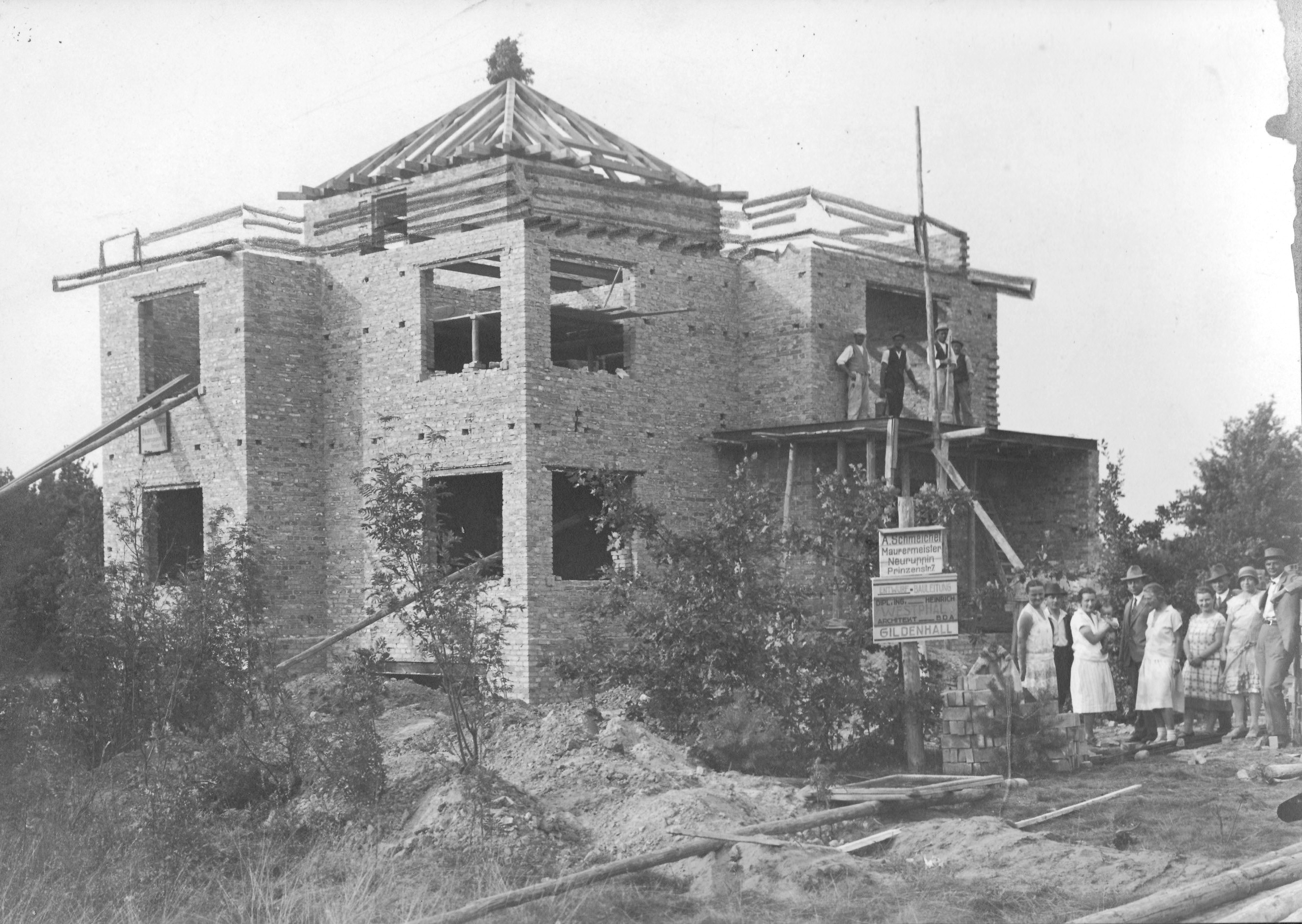
Haus Irmler in Neuruppin, Richtfest 1929
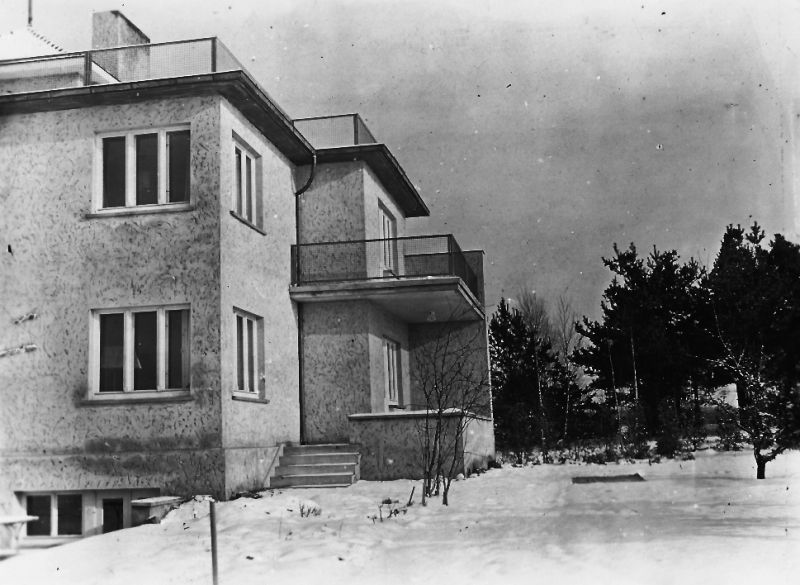
Haus Irmler in Neuruppin
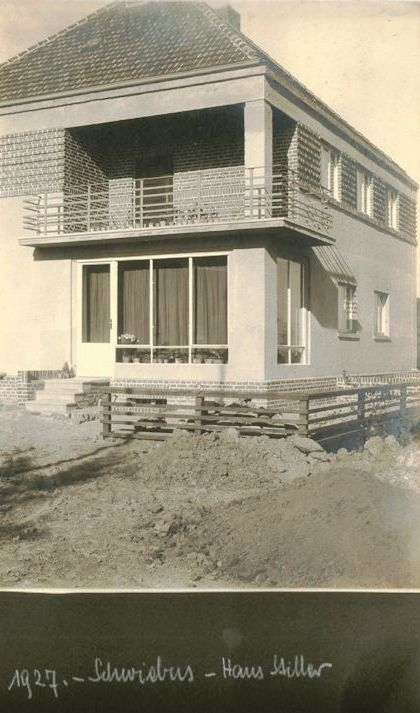
Haus Stiller in Schwiebus (1927)
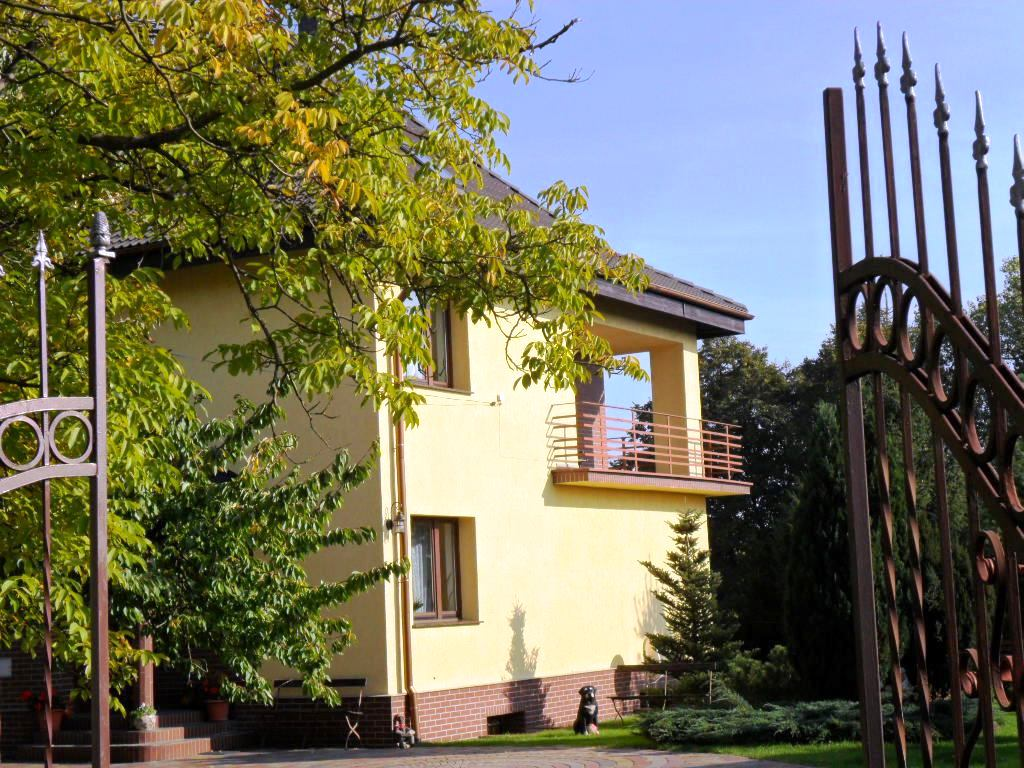
Haus Stiller in Schwiebus, Foto 2012

## Grundschule „Am Weinberg“ in Alt Ruppin
Das Hauptwerk von Westphal ist zweifellos die Grundschule „Am Weinberg“ in Alt Ruppin, die 1929/1930 errichtet wurde. Mit seinem Konzept eines funktionalen, schnörkellosen Schulgebäudes mit modernem Flachdach hatte er 1928 überraschend den Entwurfswettbewerb der Stadt gewonnen. Mittelpunkt der verputzten Hauptfassade ist das vorspringende, verklinkerte Treppenhaus, in das der Haupteingang der Schule führt. Die Schule wurde von 2002 bis 2006 grundsaniert und durch einen gelungenen Anbau erweitert. Seit 2000 ist die Schule wegen ihrer geschichtlichen, künstlerischen und städtebaulichen Bedeutung für die Ruppiner Region in die Denkmalliste für den Landkreis Ostprignitz-Ruppin aufgenommen.

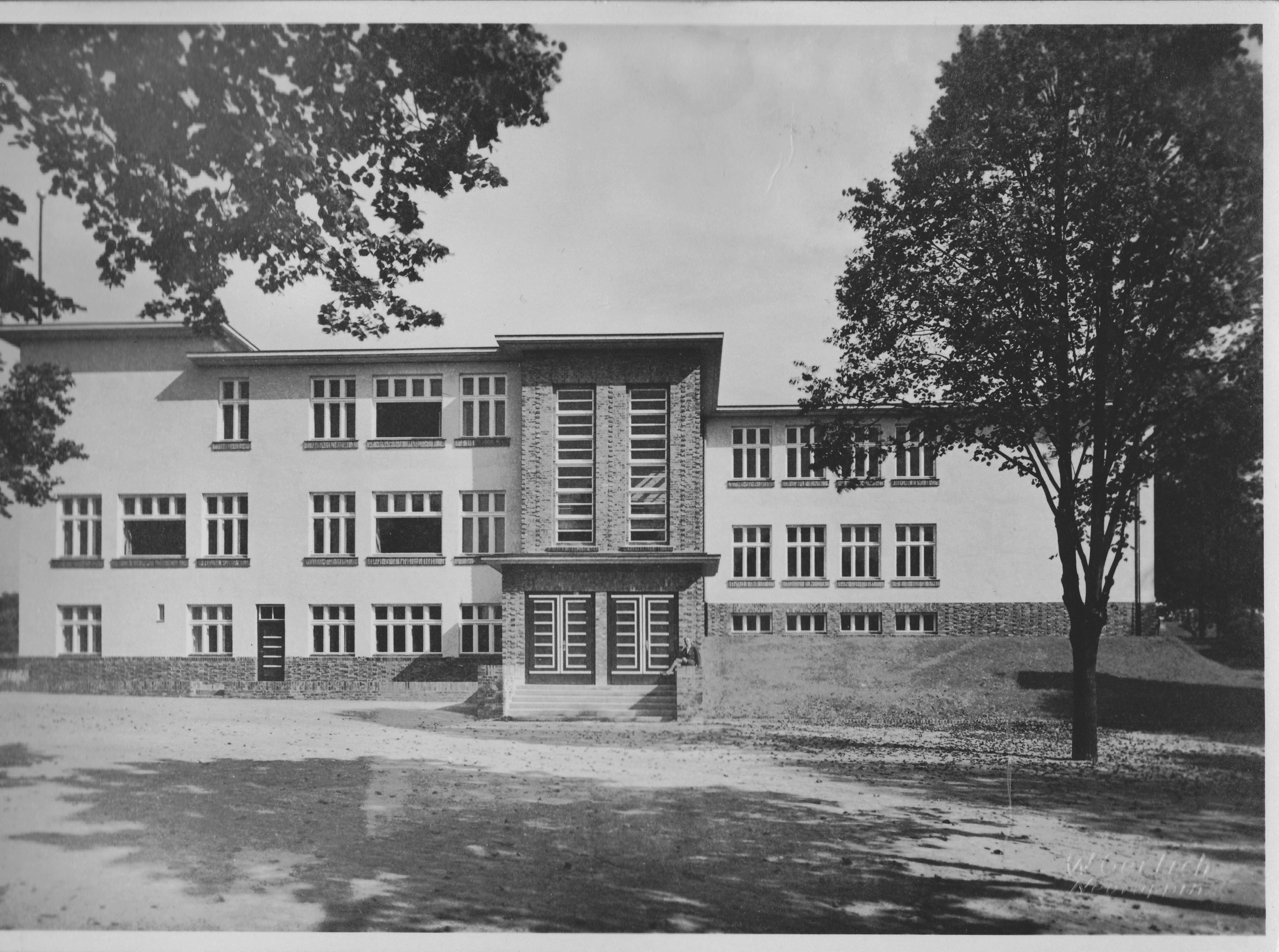
Schule in Alt Ruppin, 1930
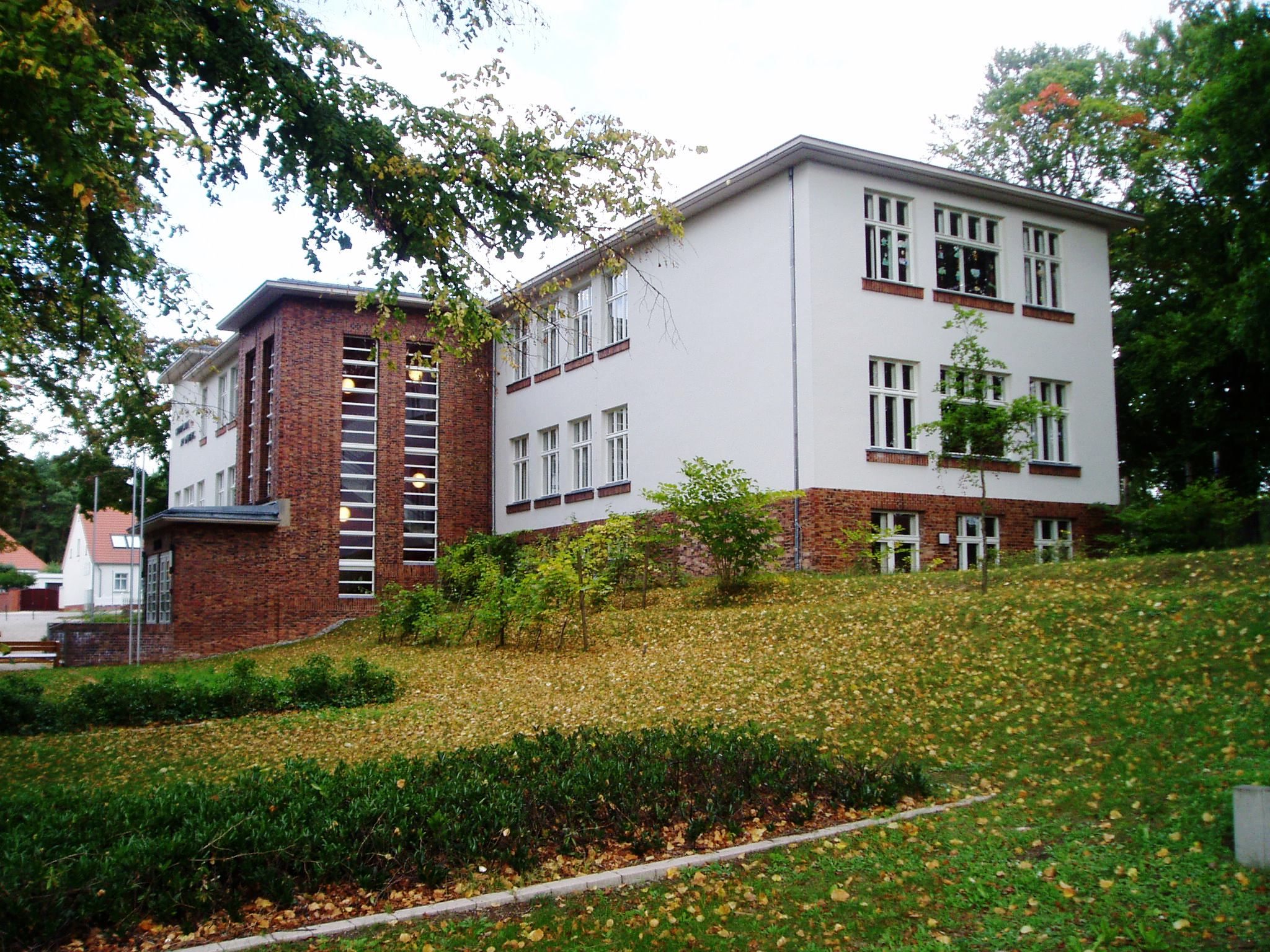
Schule in Alt Ruppin, 2010

## Berlin
Zum Jahresende 1932 beendete Westphal seine Mitgliedschaft in der Handwerkschaft Gildenhall, da die Genossenschaft zahlungsunfähig geworden war. Durch den wirtschaftlichen Niedergang waren seine Anteile an den beiden Gildenhaller Genossenschaften verloren gegangen. Auch er selbst war mittlerweile finanziell am Ende. 1932 zog er mit seiner Familie nach Eggersdorf bei Strausberg im damaligen Kreis Niederbarnim, östlich von Berlin. Er fand eine Anstellung bei der Dürener Papierfabrik Renker, die das Berliner Unternehmen Belipa – Berliner Lichtpausen gekauft hatte und in der Köpenicker Straße 179 in Berlin-Kreuzberg Architektenbedarf herstellte und vertrieb.
In den Räumen dieser Firma führte er auch sein Architekturbüro als selbständiger Architekt weiter. Aus den Berliner Jahren 1933–1939 sind keine Bauten von Westphal bekannt.

## Kriegsjahre
Im März 1939 wurde Westphal im Alter von 49 Jahren durch das Wehrbezirkskommando Bernau in die Landwehr I erfasst und im Mai 1939 zur Reichswasserstraßenverwaltung des Reichsverkehrsministeriums dienstverpflichtet. Bis 1942 arbeitete er in der Wasserstraßendirektion Kiel (Planungsarbeiten für die Erweiterung des Kaiser-Wilhelm-Kanals), danach in Koblenz (Entwurf von Hochbauten für Moselstaustufen). 1943 wurde er nach Graz versetzt und anschließend an die Außenstelle in Cilli, damals zur Untersteiermark gehörend, abgeordnet. Dort war er bis zum Kriegsende mit dem Entwurf von Hochbauten für Wasserkraftwerke an der Save befasst.

## Privates
Heinrich Westphal war der älteste von drei Söhnen des Apothekers Heinrich Westphal (1859–1920) und seiner Ehefrau Agnes Westphal geb. Paul. Sein Urgroßvater war Franz August Westphal (1779–1847), Abt des Stifts Königslutter und Herzoglich Braunschweigischer Hof- und Domprediger, Direktor des Braunschweiger Schullehrerseminars und der Waisenhausschulen sowie der Garnisonsschulen in Braunschweig.
Sein Vater Heinrich Westphal betrieb im Raum Braunschweig verschiedene Apotheken. Der jüngste Bruder von Heinrich Westphal, Hans Westphal sen. (1895–1974) wurde am Standort Salzgitter-Thiede ebenfalls Apotheker. Dort betreiben seine Nachkommen zwei Apotheken.
Heinrich Westphal heiratete Anfang 1915 in Braunschweig Hermine (genannt Hermy) Helkenberg (1889–1980), deren Familie aus Iserlohn und Hagen stammt. Das Paar hatte zwei Söhne, Hans-Dieter (* 1916 in Bad Harzburg) und Bernhard (genannt Bernd; * 1921 in Insterburg). Beide Söhne sind im Zweiten Weltkrieg an der Ostfront gefallen. Der Berufsoffizier Hans-Dieter Westphal heiratete 1943 im Kreis Insterburg die Studienreferendarin Lisa Spornhauer. Aus der Ehe stammen die Zwillinge Bernd Westphal (deutscher Diplomat; * 1944 in Diez an der Lahn) und Gesine Freifrau Droste zu Senden geb. Westphal.
Heinrich Westphal wurde am 4. Juni 1945 an seinem Arbeitsplatz als amtierender Leiter des Hochbauamtes Cilli verhaftet und in ein Gefängnis in Laibach gebracht. Dort ist er verschollen. 1950 wurde er durch Beschluss des Amtsgerichts Koblenz für tot erklärt. Der 30. Juni 1945 wurde als Todestag festgelegt. Durch Vermittlung des Deutschen Roten Kreuzes konnte seine in Slowenien internierte Frau 1946 zu den Verwandten ihres Mannes in Westdeutschland ausreisen.